# کوکتل (فیلم ۱۹۸۸)
کوکتل (انگلیسی: Cocktail) فیلمی در ژانر رمانتیک، زوج هنری و درام به کارگردانی راجر دونالدسون است که در سال ۱۹۸۸ منتشر شد.

## داستان فیلم
برایان فلگن جوانی که به تازگی از ارتش خارج شده‌است به زادگاه خود نیویورک بازمی‌گردد و به دنبال کار می‌گردد، او کاری نیمه وقت به عنوان فروشنده در یک بار پیدا می‌کند و کار خود را با موفقیت انجام می‌دهد. او با چند دختر آشنا شده اما بنا به دلایلی رابطه اش را با آنها ادامه نمی‌دهد. تا اینکه روزی با دختری به نام جردن ملاقات می‌کند…

## نکاتی دربارهٔ فیلم
بودجه این فیلم بیست میلیون دلار بود و با فروش بیش از صد و هفتاد و یک میلیون در جهان موفقیت بزرگی را در گیشه به دست آورد. اما فیلم مورد توجه بیشتر منتقدان قرار نگرفت.
فیلم در دو زمینه برنده جایزه تمشک طلایی شد و تام کروز و راجر دونالدسون نامزد بدترین بازیگر مرد و بدترین کارگردان شدند که این جایزه به آنها تعلق نگرفت.
تام کروز و الیزابت شو اولین گزینه‌ها برای نقشهای اصلی فیلم نبودند. جان تراولتا بازی در نقش برایان را رد کرد. رابین ویلیامز جیم کری چارلی شین و کیانو ریوز نیز در نظر گرفته شده بودند که در نهایت تام کروز برگزیده شد. چند بازیگر زن نیز برای نقش جردن انتخاب شدند که جودی فاستر جنیفر گری و سارا جسیکا پارکر و دمی مور از ان جمله بودند.
در فیلم صحنه‌ای وجود دارد که برایان در رختخواب دختری به نام کارول را غلغلک می‌دهد. بعدها جینا گرشان در مصاحبه ای اظهار داشت که در حین سکانس رختخواب تام متوجه شده بود که بازیگری که در این سکانس مقابل او بازی می‌کرده جینا گرشان به شدت حساس و غلغلکی است و از لحاظ او را سخت غلغلک داده‌است. جینا در حالی که می‌خندیده سعی می‌کرده خود را خلاص کند که در نتیجه هر دو از تختخواب می‌افتند. این صحنه کاملاً واقعی بوده اما تصمیم گرفته شد که در فیلم گنجانده شود.

## بازیگران
- تام کروز
- برایان بران
- الیزابت شو
- جینا گرشان
- کلی لینچ
- لیزا بانس
- لویی فره‌را
- جیمز اکهاوس